# Camille Mana
Camille Mana (* 1. September 1983 in Orange County, Kalifornien) ist eine US-amerikanische Schauspielerin mit philippinischen und chinesischen Vorfahren.

## Leben
Camille Mana studierte sechs Semester an der University of California, Berkeley und hat einen Abschluss in Wirtschaftswissenschaften.
Ihr Filmdebüt hatte sie 2008 in Noam Murros Film Smart People.
Im Jahr 2007 produzierte sie den Kurzfilm Equal Opportunity, eine Satire. Dieser Film war Gewinner in der Kategorie „Bester Film“ auf dem NBC/Universal’s First Annual Comedy Shortcuts Film Festival.
Camille Mana hat einen älteren Bruder sowie eine Halbschwester.

## Filmografie (Auswahl)
- 2008: Smart People
- 2010: High School – Wir machen die Schule dicht (High School)
- 2010: Norman
- 2010: Speed-Dating
- 2014: Bones – Die Knochenjägerin (Fernsehserie, Episode 9x13)
- 2014: Cake